# Сивоконь, Елена Семёновна
Елена Семёновна Сивоконь (1930 — 5 марта 2008 года) — доярка совхоза «Пограничный» Анивского района Сахалинской области, полный кавалер ордена Трудовой Славы (1983).

## Биография
Родилась в 1930 году в селе Пески Лохвицкого района Украинской ССР. Украинка.
В 1963 году с семьей переехала на остров Сахалин. Первое время жила в селе Песчанское, работала уборщицей в деревенском клубе.
В 1964 году семья переехала в село Зеленодольск Анивского района. С этого времени трудилась дояркой в совхозе «Анивский».
Указами Президиума Верховного Совета СССР от 14 декабря 1975 года и 23 декабря 1976 года награждена орденами Трудовой Славы 3-й и 2-й степеней.
Указом Президиума Верховного Совета СССР от 21 декабря 1983 года за успехи, достигнутые во Всесоюзном социалистическом соревновании, проявленную трудовую доблесть в выполнении планов и принятых обязательств по увеличению производства мяса, молока и других продуктов животноводства в зимний период 1982—1983 годов, Сивоконь Елена Семёновна награждена орденом Трудовой Славы 1-й степени. Стала полным кавалером ордена Трудовой Славы.
Последние годы жила в селе Таранай Анивского района. Умерла 5 марта 2008 года.

## Награды
Награждена орденами Трудовой Славы 1-й, 2-й, 3-й степеней:
3 ст. 14.12.1975 № 12860
2 ст. 23.12.1976 № 195
1 ст. 21.12.1983 № 63
- медалями, в том числе медалями ВДНХ СССР, знаками «Ударник пятилетки», «Победитель социалистического соревнования»"[1].